# Ivan Stević
Ivan Stević (Belgrad, 12 de març de 1980) és un ciclista serbi, professional des del 2005. Ha participat en els Jocs Olímpics de 2004, 2008, 2012 i 2016. Ha guanyat diferents campionats nacionals tant en ruta com en contrarellotge.

## Palmarès
- 2003
  - Campió de Sèrbia i Montenegro en ruta
- 2005
  - Campió de Sèrbia i Montenegro en ruta
  - 1r al Tobago Cycling Classic
  - Vencedor d'una etapa a la Volta a Sèrbia
  - Vencedor d'una etapa al The Paths of King Nikola
  - Vencedor d'una etapa al Sea Otter Classic
  - Vencedor de 3 etapes al Tour de Bisbee
- 2006
  - Campió de Sèrbia i Montenegro en ruta
  - Vencedor d'una etapa al Nature Valley Grand Prix
- 2007
  - Campió del món en ruta B
  - 1r al Nature Valley Grand Prix i vencedor d'una etapa
  - Vencedor d'una etapa a la Volta a Geòrgia
- 2008
  - Vencedor de 2 etapes al Tulsa Tough
- 2009
  -  Campió de Sèrbia en ruta
  - Campió dels Balcans en ruta
  - 1r a la Clàssica Belgrad-Čačak
- 2010
  - 1r a la Clàssica Belgrad-Čačak
  - Vencedor d'una etapa a la Volta a Bulgària
  - Vencedor d'una etapa a la Volta al llac Qinghai
- 2011
  - 1r a la Volta a Sèrbia i vencedor d'una etapa
  - 1r a la Mayor Cup
- 2012
  -  Campió de Sèrbia en contrarellotge
  - 1r al Gran Premi de Sotxi
- 2013
  -  Campió de Sèrbia en ruta
  - 1r a la Volta a Sèrbia
  - 1r a la Banja Luka-Belgrad II
- 2015
  -  Campió de Sèrbia en ruta
  - Campió dels Balcans en ruta
  - Vencedor d'una etapa a la Volta a Bulgària
  - Vencedor d'una etapa al Tour de Mevlana